# آمبر ليو (تنس)
آمبر ليو (بالإنجليزية: Amber Liu)‏ مواليد 6 يوليو 1984 في سانتا مونيكا، هي لاعبة كرة مضرب أمريكية سابقة بدأت مسيرتها كمحترفة سنة 2000 وكانت تلعب باليد اليمنى. أعلى تصنيف لها في الفردي كان المركز الـ 241 في سنة 2008. أعلى تصنيف لها في الزوجي كان المركز الـ 600 في سنة 2003.

## روابط خارجية
- آمبر ليو على موقع رابطة محترفات التنس (الإنجليزية)
- آمبر ليو على موقع الاتحاد الدولي لكرة المضرب (الإنجليزية)
- آمبر ليو على موقع إي إس بي إن.كوم (الإنجليزية)